# Cape May megye
Cape May megye az Amerikai Egyesült Államokban, azon belül New Jersey államban található. Megyeszékhelye Cape May Court House, legnagyobb városa Lower Township. Lakosainak száma 95 263 fő (2020. április 1.). Cape May megye Atlantic és Cumberland megyékkel határos.

## Népesség
A megye népességének változása:
| Lakosok száma | 97 266 | 96 603 | 96 415 | 95 897 | 94 727 | 95 263 |
|               | 2010   | 2011   | 2012   | 2013   | 2015   | 2020   |